# إليزابيث ثيربانتس
إليزابيث ثيربانتس (بالإسبانية: Elizabeth Cervantes)‏ هي ممثلة مكسيكية، ولدت في 1 أغسطس 1975 بمدينة مكسيكو في المكسيك. من الجوائز التي نالتها جائزة أرييل لأفضل ممثلة ‏ سنة 2007.

## جوائز
- جائزة أرييل لأفضل ممثلة [الإنجليزية]‏ (2007)

## وصلات خارجية
- إليزابيث ثيربانتس على موقع IMDb (الإنجليزية)
- إليزابيث ثيربانتس على موقع ألو سيني (الفرنسية)
- إليزابيث ثيربانتس على موقع أول موفي (الإنجليزية)
- إليزابيث ثيربانتس على موقع قاعدة بيانات الفيلم (الإنجليزية)
- إليزابيث ثيربانتس على موقع كينوبويسك (الروسية)